# Saison 3 de Doctor Who
Cet article concerne la seconde série. Pour la première, voir Saison 3 de Doctor Who, première série.
Chronologie
Saison 2 Saison 4
Cet article présente les épisodes de la troisième saison de la seconde série télévisée Doctor Who.

## Synopsis de la saison
Marqué par la disparition de Rose Tyler, le dixième Docteur rencontre alors Martha Jones, jeune interne en médecine, qui tombe aussi amoureuse de lui. Dans cette saison comme dans la première, l'élément commun est l'évocation récurrente d'un mot à savoir ici "Harold Saxon", qui n'est autre qu'un ancien ennemi du Docteur, le Maitre. Il n'apparaît vraiment que dans les derniers épisodes de la saison, qui se termine sur le départ de Martha Jones, laissant le Docteur une nouvelle fois seul.

## Distribution

### Acteurs principaux
- David Tennant (VF : David Manet) : Dixième Docteur
- Freema Agyeman (VF : Mélanie Dermont) : Martha Jones

### Acteurs récurrents, invités
- Adjoa Andoh (VF : Francine Laffineuse) : Francine Jones (épisodes 1, 6, 7, 12 et 13)
- Gugu Mbatha-Raw (VF : Nathalie Stas) : Tish Jones (épisodes 1, 6, 12 et 13)
- Reggie Yates (VF : Laurent Bonnet) : Leo Jones (épisodes 1, 6, 12 et 13)
- Trevor Lair (VF : Claudio Dos Santos) : Clive Jones (épisodes 12 et 13)
- John Barrowman (VF : Sébastien Hébrant) : Capitaine Jack Harkness (épisodes 11, 12 et 13)
- John Simm (VF : Franck Dacquin) : Le Maître / Harold Saxon (épisodes 11, 12 et 13)
- Jessica Hynes : Joan Redfern (épisodes 8 et 9)
- Alexandra Moen (VF : Cécile Boland) : Lucy Saxon (épisodes 12 et 13)
- Catherine Tate (VF : Carole Baillien) : Donna Noble (Noël 2006)
- Jacqueline King : Sylvia Noble (Noël 2006)
- Mark Gatiss : Professeur Richard Lazarus (épisode 6)
- Derek Jacobi : Professeur Yana / Le Maître (épisode 11)
- Lachele Carl : Trinity Wells (épisode 12)
- Tom Ellis (VF : Michelangelo Marchese) : Thomas Milligan (épisode 13)

## Production

### Réalisation
| Block | Épisode(s)                                    | Réalisateur.trice | Scénariste(s)     | Producteur.trice | Code |
| ----- | --------------------------------------------- | ----------------- | ----------------- | ---------------- | ---- |
| 1     | Le Mariage de Noël (Spécial Noël 2006)        | Euros Lyn         | Russell T Davies  | Phil Colinson    | 3X   |
| 2     | La Loi des Judoons (Épisode 1)                | Charles Palmer    | Russell T Davies  | Phil Colinson    | 3.1  |
| 2     | Peines d'amour gagnées (Épisode 2)            | Charles Palmer    | Gareth Roberts    | Phil Colinson    | 3.2  |
| 3     | L'Embouteillage sans fin (Épisode 3)          | Richard Clark     | Russell T Davies  | Phil Colinson    | 3.3  |
| 3     | L'Expérience Lazarus (Épisode 6)              | Richard Clark     | Stephen Greenhorn | Phil Colinson    | 3.6  |
| 4     | L'Expérience finale (Épisode 4)               | James Strong      | Helen Raynor      | Phil Colinson    | 3.4  |
| 4     | DGM : Dalek génétiquement modifié (Épisode 5) | James Strong      | Helen Raynor      | Phil Colinson    | 3.5  |
| 5     | Les Anges pleureurs (Épisode 10)              | Hettie MacDonald  | Steven Moffat     | Phil Colinson    | 3.10 |
| 6     | La Famille de sang (Épisode 8)                | Charles Palmer    | Paul Cornell      | Susie Liggat     | 3.8  |
| 6     | Smith, la Montre et le Docteur (Épisode 9)    | Charles Palmer    | Paul Cornell      | Susie Liggat     | 3.9  |
| 7     | Brûle avec moi (Épisode 7)                    | Graeme Harper     | Chris Chibnall    | Phil Colinson    | 3.7  |
| 7     | Utopia (Épisode 11)                           | Graeme Harper     | Russell T Davies  | Phil Colinson    | 3.11 |
| 8     | Que tapent les tambours (Épisode 12)          | Colin Teague      | Russell T Davies  | Phil Colinson    | 3.12 |
| 8     | Le Dernier Seigneur du temps (Épisode 13)     | Colin Teague      | Russell T Davies  | Phil Colinson    | 3.13 |

## Liste des épisodes

### Épisode spécial:Le Mariage de Noël
- Royaume-Uni : 25 décembre 2006 sur BBC One

- Royaume-Uni : 9,3 millions de téléspectateurs (première diffusion)

- Catherine Tate : Donna Noble

### Épisode 1:La Loi des Judoons
- Royaume-Uni : 31 mars 2007 sur BBC One

- Royaume-Uni : 8,71 millions de téléspectateurs (première diffusion)

### Épisode 2:Peines d'amour gagnées
- Royaume-Uni : 7 avril 2007 sur BBC One

- Royaume-Uni : 7,23 millions de téléspectateurs (première diffusion)

### Épisode 3:L'Embouteillage sans fin
- Royaume-Uni : 14 avril 2007 sur BBC One

- Royaume-Uni : 8,4 millions de téléspectateurs (première diffusion)

### Épisode 4:L'Expérience finale
- Royaume-Uni : 21 avril 2007 sur BBC One

- Royaume-Uni : 6,69 millions de téléspectateurs (première diffusion)

### Épisode 5:DGM: Dalek génétiquement modifié
NCFT085R
- Royaume-Uni : 28 avril 2007 sur BBC One

- Royaume-Uni : 6,97 millions de téléspectateurs (première diffusion)

### Épisode 6:L'Expérience Lazarus
- Royaume-Uni : 5 mai 2007 sur BBC One

- Royaume-Uni : 7,19 millions de téléspectateurs (première diffusion)

- Mark Gatiss: Dr Lazarus
- Adjoa Andoh : Francine Jones
- Gugu Mbatha-Raw : Tish Jones

### Épisode 7:Brûle avec moi
- Royaume-Uni : 19 mai 2007 sur BBC One

- Royaume-Uni : 7,41 millions de téléspectateurs (première diffusion)

### Épisode 8:La Famille de sang
- Royaume-Uni : 26 mai 2007 sur BBC One

- Royaume-Uni : 7,74 millions de téléspectateurs (première diffusion)

- Jessica Hynes : Joan Redfern

### Épisode 9:Smith, la Montre et le Docteur
- Royaume-Uni : 2 juin 2007 sur BBC One

- Royaume-Uni : 7,21 millions de téléspectateurs (première diffusion)

- Jessica Hynes : Joan Redfern

### Épisode 10:Les Anges pleureurs
- Royaume-Uni : 9 juin 2007 sur BBC One

- Royaume-Uni : 6,62 millions de téléspectateurs (première diffusion)

- Carey Mulligan : Sally Sparrow
- Lucy Gaskell : Kathy Nightingale

### Épisode 11:Utopia
- Royaume-Uni : 16 juin 2007 sur BBC One

- Royaume-Uni : 7,84 millions de téléspectateurs (première diffusion)

- John Barrowman : Jack Harkness
- Derek Jacobi : Professeur Yana
- John Simm : Le Maître

### Épisode 12:Que tapent les tambours
- Royaume-Uni : 23 juin 2007 sur BBC One

- Royaume-Uni : 7,51 millions de téléspectateurs (première diffusion)

- John Barrowman : Jack Harkness
- John Simm : Le Maître

### Épisode 13:Le Dernier Seigneur du temps
- Royaume-Uni : 30 juin 2007 sur BBC One

- Royaume-Uni : 8,61 millions de téléspectateurs (première diffusion)

- John Barrowman : Jack Harkness
- John Simm : Le Maître